# Maotai
Maotai – najpopularniejszy z gatunków chińskiej wódki (baijiu), otrzymywany w wyniku ośmiokrotnej destylacji sfermentowanego sorga. Proces destylacji trwa 30 dni, a trunek leżakuje następnie kilka lat w porcelanowych beczkach. Zawartość alkoholu wynosi ponad 55%. Ojczyzną maotai jest prowincja Guizhou, a upowszechnienie go na cały kraj nastąpiło w czasach dynastii Qing.
Maotai uchodzi w Chinach, pomimo swego specyficznego smaku i zapachu (posmak sojowego sosu), za "trunek protokolarny", który podnosi rangę uroczystości. Podawana jest na oficjalnych bankietach państwowych, a w oficjalnych zaproszeniach zwykło się podawać informację o treści będzie podane maotai. Tradycyjnie trunek ten serwuje się w temperaturze pokojowej i pije się ze specjalnych porcelanowych naczyń. 